# أبازي جورجي

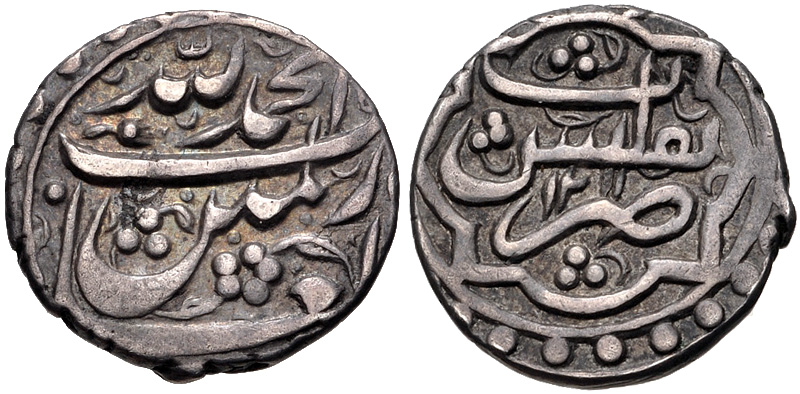
عملة معدنية من عهد هرقل الثاني ملكاً على كارتلي كاخيتي، صدرت في تبليسي ، بتاريخ 1796/7. الوجه: دعوة دينية. الخلفية: صيغة السك وتاريخ هجري.

أبازي (بالجورجية: აბაზი) كانت عملة فضية جورجية، اشتقت اسمها ووجودها من عملة العباسي الإيرانية، والتي كانت قيد الاستخدام من أوائل القرن السابع عشر إلى أوائل القرن التاسع عشر.
يشتق اسم أبازي من العملة الإيرانية العباسي، وهي عملة فضية أصدرها لأول مرة الشاه الصفوي عباس الأول (1581-1629)، الذي كان مسؤولاً عن تعزيز النفوذ الإيراني على جورجيا. وتم تقسيمها إلى 200 دينار. وكانت الفئات الأخرى هي البولي ("النحاس") من فئة 5 دينار والبيستي من فئة 20 دينار.
على الرغم من أن عملة العباسي الإيرانية كانت منتشرة على نطاق واسع في شرق جورجيا، إلا أنها كانت تُسك في البداية في البر الرئيسي الإيراني (أي تبريز). عندما تم سك العباسي في دار السك الملكية في تبليسيط، أصبحت تُعرف عاميًا باسم أبازي. كانت هذه العملات المعدنية الأبازي تزن في البداية 7.8 جرامًا، ولكن بحلول نهاية القرن الثامن عشر، ورد أن وزنها انخفض إلى 3 جرام فقط.
العملات تحتوي، باستثناء إقرار الإيمان الإسلامي (الشهادة) و/أو أسماء أئمة الشيعة على الوجه الأمامي، على اسم الشاه الإيراني والتاريخ على الوجه الخلفي.
بعد ضم جورجيا إلى الإمبراطورية الروسية في عام 1801، لم يتم استبدال العملة على الفور بالروبل الروسي. وبدلاً من ذلك، تم إصدار إصدار نهائي من العملات المعدنية بين عامي 1804 و1833 في فئات 5 و10 و20 ديناراً من النحاس و100 و200 و400 دينار من الفضة. وكانت هذه العملات مرتبطة بالعملة الروسية بمعدل 10 دنانير للكوبيك. تم تقديم الروبل الروسي في عام 1833 بمعدل 5 أبازي = 1 روبل. ومع ذلك، استمرت العملات الجورجية في التداول حتى ستينيات القرن التاسع عشر.